# Brinkbäcken
Brinkbäcken este o arie protejată (arie specială de conservare — SAC, sit de importanță comunitară — SCI) din Suedia întinsă pe o suprafață de 15,3 ha, integral pe uscat.

## Localizare
Centrul sitului Brinkbäcken este situat la coordonatele 59°06′00″N 17°49′25″E / 59.1°N 17.8236°E.

## Înființare
Situl Brinkbäcken a fost declarat sit de importanță comunitară în iulie 2000 pentru a proteja 1 specie de animale. Situl a fost protejat și ca arie specială de conservare în martie 2011.

## Biodiversitate
Situată în ecoregiunea boreală, aria protejată nu include niciun habitat protejat.
La baza desemnării sitului se află o specie protejată de  pești: zglăvoacă (Cottus gobio).